# Cecilia Metella Calva
Cecilia Metella Calva (latino: Caecilia Metella Calva; fl. II-I secolo a.C.) è stata una donna romana vissuta tra il II secolo a.C. e il I secolo a.C..
Figlia di Lucio Cecilio Metello Calvo, console nel 142 a.C., e sorella di Quinto Cecilio Metello Numidico venne data in moglie a Lucio Licinio Lucullo, uomo politico romano che ricoprì la carica di pretore nel 104 a.C.

Invece di comportarsi da donna sposata non mantenne integra la propria virtù. Calva instaurò diverse relazioni scandalose, specialmente con schiavi, che la portarono al ripudio da parte del marito.

Ebbe due figli insieme a Lucullo: Lucio Licinio Lucullo, console nel 74 a.C. e Marco Terenzio Varro Lucullo, console nel 73 a.C.